# 波翁斯基军人公墓

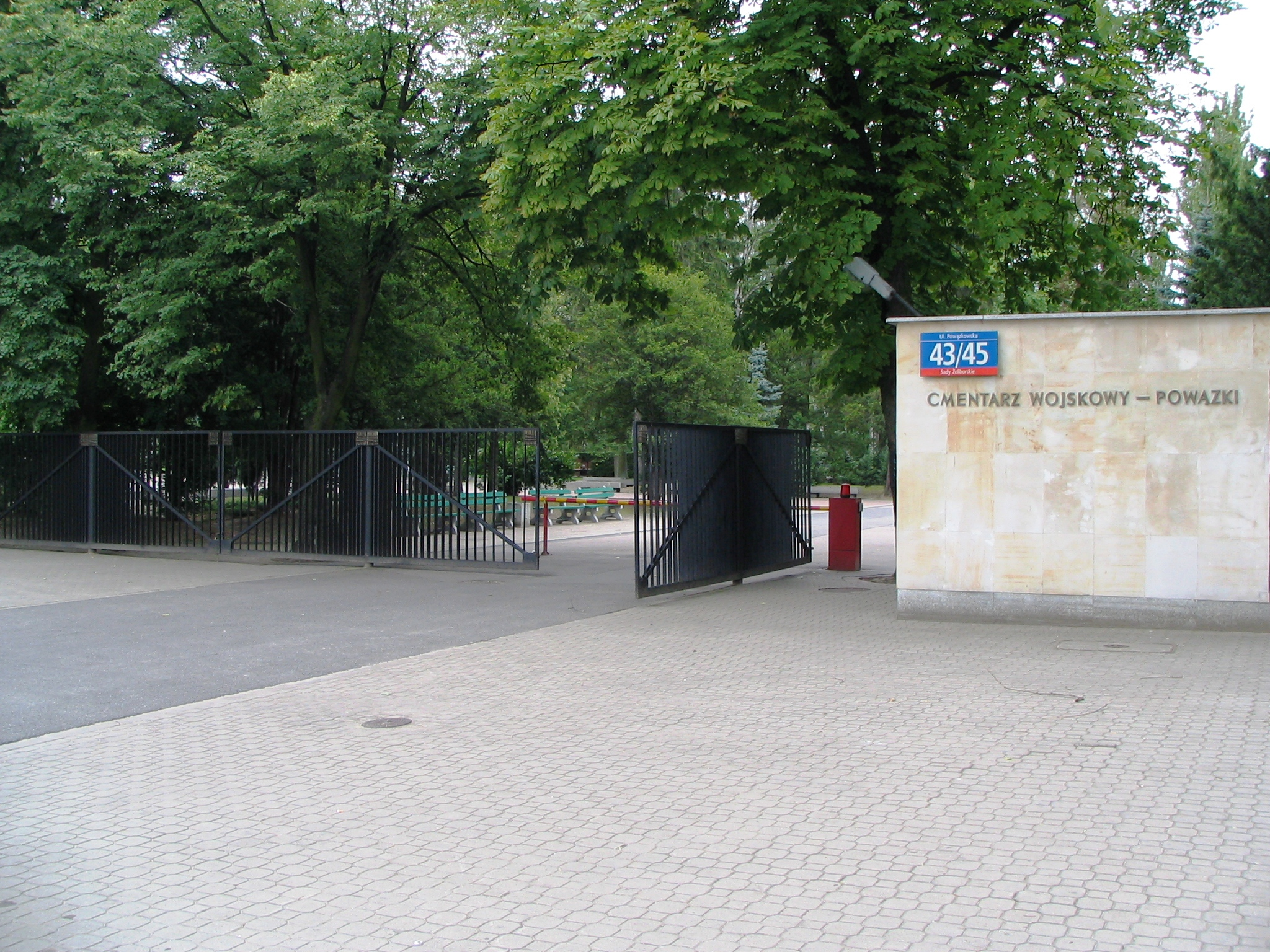
波翁斯基军人公墓

波翁斯基军人公墓（波蘭語：Cmentarz Wojskowy na Powązkach）是位于波兰首都华沙西部若利博日区的一座军人公墓。
很多自19世纪初起为国戰死的军人都被葬于这座公墓，包括大量阵亡于1920年华沙战役和1939年波蘭戰役中的军人，1944年华沙起义中的陣亡者中有很多也被葬在这里。

## 历史
1912年，该公墓建成，起初是東正教徒的公墓，主要埋葬俄羅斯帝國的士兵。1915年8月德军占领华沙后，德国驻军接管墓地，有些阵亡的德国士被埋在這裡。